# Marc Punt
Pour les articles homonymes, voir Punt.
Marc Punt, né à Anvers (Belgique) le 21 juin 1962 , est un réalisateur, scénariste et producteur belge de cinéma et de télévision.

## Filmographie partielle

### Comme réalisateur
- 1995 : She Good Fighter
- 1998 : Dief!
- 2005 : Matrioshki : Le Trafic de la honte (Matroesjka's) (série TV)
- 2008 : Matroesjka's 2 (série TV)
- 2013 : Frits en Franky
- 2014 : Bowling Balls
- 2016 : Pippa (en pré-production)

### Comme scénariste
- 1993 : Ad fundum d'Erik Van Looy :